# Åmli
Åmli és un municipi situat al comtat d'Agder, Noruega. Té 1.847 habitants (2016) i la seva superfície és de 1,130.60 km². El centre administratiu del municipi és el poble homònim.